# Kovači (gmina Tutin)
Kovači (cyr. Ковачи) – wieś w Serbii, w okręgu raskim, w gminie Tutin. W 2011 roku liczyła 192 mieszkańców.